# Forest Stewardship Council
Forest Stewardship Council (FSC) je mezinárodní nezisková organizace. Založena byla v roce 1993, sídlo má v Bonnu. Uděluje také značku označující výrobky, které vznikly v souladu se zásadami udržitelného lesního hospodaření.

## Historie
Certifikační systém FSC vznikl v roce 1993 z iniciativy zástupců mezinárodních ekologických organizací, velko- i maloobchodníků se dřevem, lesníků, dřevozpracujícího průmyslu, sdružení domorodých obyvatel, odborů a certifikačních organizací z celého světa. Základní myšlenkou organizace FSC je podporovat environmentálně odpovědné, sociálně přínosné a ekonomicky životaschopné obhospodařování lesů celého světa, a tím napomoci chránit mizející, ohrožené a devastované světové lesy.
Zajišťující organizací pro ČR je Občanské sdružení FSC ČR (dříve Pracovní skupina pro certifikaci lesů FSC v ČR). Je to nevládní nezisková organizace, která podporuje přírodě blízké lesní hospodaření prostřednictvím certifikace lesů a podniků ve zpracovatelském řetězci dřeva, propaguje jejich výrobky ze dřeva (s logem FSC) a poskytuje poradenství při certifikaci lesů a dřevozpracujících podniků podle principů FSC. Organizace vytvořila a reviduje Český standard FSC pro přírodní a sociálně-ekonomické podmínky České republiky. Na tomto úkolu pracuje komise, rozdělená podle převažujícího zájmu odborníků na tři sekce (ekonomickou, sociální a ekologickou), která monitoruje certifikační proces na území České republiky a vydává elektronický magazín Dobré dřevo a informační materiály pro odbornou i spotřebitelskou veřejnost. Vydala také knihu o přírodě blízkém lesním hospodaření.

## Standard šetrného hospodaření
Organizace FSC vytvořila 10 celosvětově platných principů a 56 kritérií pro lesní hospodaření. Na jejich základě jednotlivé národní pobočky FSC ve spolupráci s odborníky vytvářejí národní standardy FSC. V zemích, kde dosud nebyl vytvořen či schválen národní standard FSC, certifikují certifikační firmy na základě obecných standardů, vycházejících z mezinárodního standardu FSC. Pro Českou republiku byl již národní pobočkou FSC ČR, o.s. vytvořen Český standard FSC, podle kterého se od 30. srpna 2006 certifikují lesní majetky FSC.

## Proces certifikace
Certifikace FSC představuje systém jednak lesní certifikace, jednak certifikace spotřebitelského řetězce s celosvětovou působností a podporou environmentálních organizací jako Světový fond na ochranu přírody, Přátelé Země nebo Greenpeace, stejně jako velkých obchodních řetězců, jako je Hornbach, IKEA, B&Q či Home Depot.[zdroj?]
1. Lesní certifikací systémem FSC se rozumí proces kontroly konkrétního lesa za účelem zjištění, zda je obhospodařován v souladu se standardem FSC. Jestliže tomu tak je, má vlastník lesa právo používat pro dřevo ze svého lesa logo, které na trhu jeho dřevo odliší od dřeva nejasného původu. V červnu 2009 bylo celkem certifikováno přes 114 milionů hektarů lesa v 82 zemích světa, z toho zhruba polovina rozlohy připadá na Evropu.
2. Prostřednictvím certifikace zpracovatelského (spotřebitelského) řetězce (C-o-C, chain of custody) je možno zaručit, že konečný výrobek pochází z lesů s certifikátem FSC. V praxi to znamená, že každý zpracovatel ve zpracovatelském řetězci od lesa k zákazníkovi musí získat certifikát FSC. To dává zákazníkovi jistotu, že kupuje výrobek z šetrně obhospodařovaných lesů.

Výrobky s logem FSC představují ve většině západoevropských zemí několik procent trhu. Prodává se více než 20 000 druhů výrobků s logem FSC. Certifikát FSC má dnes oprávnění používat přes 32 000[zdroj?] firem ve zpracovatelském řetězci (dřevozpracovatelé mající certifikát FSC).[zdroj?] Na trhu najdeme FSC certifikované hračky, nábytek, okna, dveře, schody, železniční pražce, zahradní nábytek, nábytek do domácností, kanceláří, potřeby pro kutily nebo kuchyňské náčiní. Stavějí se domy a mosty ze dřeva FSC. Velký rozmach zaznamenává výroba certifikovaného papíru a vydávání knih, časopisů a jiných publikací na FSC papíru.

## FSC v Česku
V Česku se ve srovnání se sousedními zeměmi certifikace FSC uplatňuje méně. Certifikát vlastní Školní lesní podnik Masarykův les Křtiny brněnské Mendelovy zemědělské a lesnické univerzity, Lesy města Prahy, sdružení obecních a soukromých lesů Svitavsko a Správa Krkonošského národního parku. Certifikát FSC vlastnilo v roce 2017 211 dřevozpracujících firem, a 2 % českých lesů.
Státní společnost Lesy ČR, která vlastní zhruba polovinu lesních porostů v ČR, tento certifikát dosud nevyužívá, pod tlakem nábytkářských společností, jako například IKEA nebo XXXLutz však v roce 2018 jeho zavedení začala zvažovat. Do té doby využívaly konkurenčního certifikačního systému PEFC z roku 1999. PEFC naproti tomu využivají firmy jako Interer Říčany či TON.

## Kritika
Některé mezinárodně známe ekologické organizace přestaly FSC podporovat. Jsou to například FERN, Friends of the Earth UK, ROBINWOOD, Swedish Society for Nature Conservation, Rainforest Rescue, Association for the Ecological Defence of Galicia a další. Report Greenpeace poukazuje na kontroverzní certifikáty, a tak roku 2018 ukončilo spolupráci. Roku 2008 Simon Counsel, ředitel Rainforest Foundation Fund, FSC označil za „Enron lesnictví“. Ten také spoluprovozuje vůči FSC kritický web FSC-Watch, který v tom vidí i greenwashing. FSC certifikace je výhodná pro velké firmy, což brání konkurenci a je vlastně i proti-ekologické. Roku 2012 pouze 8,7 % certifikátů bylo v lesích vlastněních místními komunitami a 0,1 % v lesích vlastněných původními obyvateli. Roku 2012 Resolute Forest Products s nejvíce FSC certifikovanými lesy bylo obviněno z nezákonné těžby a porušování práv původních obyvatel.